# (13985) 1992 UH3
1992 يو إتش 3 (ويعرف أيضًا باسم (13985) 1992 يو إتش 3 وفق تسمية الكوكب الصغير) (بالإنجليزية: 1992 UH3)‏ هو كويكب ضمن حزام الكويكبات؛ وترتيبه 13985 من حيث الاكتشاف.
اكتُشف هذا الجُرم الفلكي بواسطة هيروشي كانيدا في 22 أكتوبر 1992.

## وصلات خارجية
- (13985) 1992 UH3 في قاعدة بيانات مختبر الدفع النفاث لأجرام النظام الشمسي الصغيرة

- الاكتشاف · مخطط المدار ·  العناصر المدارية · المعلمات المادية

- (13985) 1992 UH3 على موقع ويكي سكاي: DSS2, SDSS, GALEX, IRAS, Hydrogen α, X-Ray, Astrophoto, Sky Map, Articles and images